# Philanthus ventilabris
Philanthus ventilabris är en biart som beskrevs av Fabricius 1798. Philanthus ventilabris ingår i släktet bivargar (Philanthus) och familjen Crabronidae. Inga underarter finns listade i Catalogue of Life.